# Burretiokentia dumasii
Burretiokentia dumasii är en enhjärtbladig växtart som beskrevs av Pintaud och Donald R. Hodel. Burretiokentia dumasii ingår i släktet Burretiokentia och familjen Arecaceae. Inga underarter finns listade i Catalogue of Life.